# Oliva elegans
Oliva elegans is een slakkensoort uit de familie van de Olividae. De wetenschappelijke naam van de soort is voor het eerst geldig gepubliceerd in 1811 door Lamarck.